# カモンロー・キャビン
『カモンロー・キャビン』（Common Law Cabin）は、ラス・メイヤー監督による欲望、近親愛、犯罪、殺人の奇怪な物語を描く1967年のアメリカ映画。アレーナ・カプリとメイヤー作品常連のバベット・バルドー、ジャック・モーラン主演。メイヤー監督らしく登場する女優はいずれも巨乳で、挑発的できわどいシーンが多いものの、露骨なヌードシーンは無い。

## あらすじ
デューイ・フープル（ジャック・モーラン）は内縁の妻バベット（バベット・バルドー）と年頃の実の娘コーラル（アーデル・ライン）と共にコロラド川沿いでキャビンを営んでいた。16歳にして成熟した肉体を持つ娘をデューイは溺愛すると共に、亡き妻と重ね合わせ異性として見る事を制御しかねていた。デューイの相棒クラッカー（フランク・ボルジャー）が、心臓に疾患を持つ医師マーティン（ジョン・ファーロング）と看護士シーラ（アレーナ・カプリ）のロス夫妻、富豪と称する謎の男バーニー・リカート（ケン・スウォフォード）の3人を招いた事から映画は幕を開ける。
リカートがクラッカーを買収し、トレジャー・ボートと共に彼を丸二日間去らせたため、一行は孤立状態になる。リカートはデューイに土地の売却を持ちかける。また、浮気性のシーラを皮切りにバベットにも手を出し、コーラルにも襲いかかる。偶然ボートで通りかかった、失踪中のニューポートビーチの富豪の子息、ローレンス（ラリー）・タルボット3世（アンドリュー・ハガラ）に邪魔をされ、リカートは自らが警官であることを示し、ラリーを威嚇した。複雑な人間関係が渦巻く中、故意か不慮の事故か、マーティン医師が死亡する。コーラルはラリーに惹かれるが、抱き合う2人を見てデューイは激怒し、割って入る。しかし、バベットにあなたは父親なのだと、たしなめられてしまう。そして、リカートについて何かを掴んだらしいクラッカーが舞い戻り、物語は急展開を見せる。

## キャスト
- バベット・バルドー：バベット
- フランク・ボルジャー：クラッカー
- アレーナ・カプリ（英語版）：シーナ・ロス
- ジョン・ファーロング（英語版）：マーティン・ロス医師
- アンドリュー・ハガラ：ローレンス・タルボット3世
- ジャック・モーラン（英語版）：デューイ・フープル
- アーデル・ライン：コーラル・フープル
- ケン・スウォフォード（英語版）：バーニー・リカート

## 製作
ラス・メイヤーとジャック・モーランが共同で脚本を書き、アリゾナ州のコロラド川で撮影された。他にカリフォルニア州のコーアチェラ・バレーでも撮影された。

## 評価
ロジャー・イーバートは『草むらの快楽』と共に「メイヤーの後の傑作群には含まれない。プロットは劇的な緊張を維持するにはあまりにも拡散されすぎで、演技は可もなく不可もなく、特筆するほどでもない大量の目的不明な科白が散りばめられている。振り返ってみると、これらの映画はメイヤーの自由奔放なプロットから徐々に乖離していったと見ることができる。」と書いている。